# Государственный комитет Российской Федерации по печати
Государственный комитет Российской Федерации по печати (Госкомпечать) — федеральный орган исполнительной власти России в 1993—1999 годах. До 1996 года именовался Комитетом Российской Федерации по печати (Роскомпечатью).

## История
Комитет Российской Федерации по печати был образован 22 декабря 1993 года в качестве правопреемника Министерства печати и информации Российской Федерации и Федерального информационного центра (ФИЦ). Одновременно с ним была создана также и Федеральная служба России по телевидению и радиовещанию (ФСТР), которую возглавил Сеславинский Михаил Вадимович.
Указом президента № 180 от 3 марта 1994 года было установлено месторасположение Роскомпечати — Москва, Страстной бульвар, д. 5, установлена предельная численность центрального аппарата — 439 человек, и определено, что председатель комитета имеет 4-х заместителей, включая одного первого. Этим же указом было утверждено положение о комитете.
Первым председателем Роскомпечати был назначен Миронов Борис Сергеевич, который за два дня до создания комитета стал заместителем министра печати и информации Российской Федерации. 2 сентября 1994 года Миронов был отправлен в отставку без указания причин в связи с критикой, развёрнутой в газетах «Известия» и «Московские новости», за националистические выступления.
Распоряжением правительства № 701-р от 24 мая 1995 в Роскомпечати была сформирована коллегия численностью в 11 человек.
14 августа 1996 года наряду с другими комитетами правительства Комитет Российской Федерации по печати был переименован в Государственный комитет Российской Федерации по печати (Госкомпечать России).
6 июля 1999 года Госкомпечать России была объединена с ФСТР в Министерство Российской Федерации по делам печати, телерадиовещания и средств массовых коммуникаций, которое возглавил Михаил Лесин.

## Руководство комитета

### Председатель
- Миронов Борис Сергеевич (22 декабря 1993 — 2 сентября 1994)
- Володин Владимир Викторович (и. о. председателя, 2 сентября — 1 ноября 1994)
- Грызунов Сергей Петрович (1 ноября 1994 — 25 июля 1995)
- Лаптев Иван Дмитриевич (25 июля 1995 — 5 октября 1999)

### Первые заместители
- Володин, Владимир Викторович (5 марта — 5 декабря 1994)
- Жарков, Владимир Михайлович (17 января 1996 — 5 октября 1999)

### Заместители
- Грызунов, Сергей Петрович (5 марта — 1 ноября 1994)
- Жарков, Владимир Михайлович (28 октября 1995 — 17 января 1996)
- Лаптев, Иван Дмитриевич (5 декабря 1994 — 25 июля 1995)
- Мезенцев, Дмитрий Фёдорович (21 марта 1996 — 1999)
- Моргун, Алексей Борисович (5 декабря 1994 — 17 января 1996)
- Сироженко, Валерий Александрович (4 сентября 1995 — 16 октября 1999) — статс-секретарь с 28 января 1997 г.
- Филимонов, Валентин Иванович (20 февраля 1995 — 5 октября 1999)
- Черненко, Андрей Григорьевич (5 марта 1994 — 11 января 1995)

### Члены коллегии
- Бакиров, Эрнест Александрович (24 мая 1995 — 6 июля 1999)
- Галкин, Семён Михайлович (24 мая 1995 — 6 июля 1999)
- Мичурин, Юрий Алексеевич (24 мая 1995 — 22 ноября 1996)
- Парошин, Геннадий Павлович (18 января 1997 — 6 июля 1999)
- Поспелов, Фёдор Дмитриевич (30 июня — 6 июля 1999)
- Пьецух, Вячеслав Алексеевич (24 мая — 20 ноября 1995)
- Сорокин, Анатолий Дмитриевич (24 мая 1995 — 6 июля 1999)
- Судаков, Александр Петрович (24 мая 1995 — 6 июля 1999)
- Черников, Валерий Михайлович (24 мая 1995 — 22 ноября 1996)